# Chino min bei
El min del norte, septentrional o  min bei (en chino, 闽北语; pinyin, mǐnběiyǔ) es un bloque dialectal del chino min hablado en el sur de China, parecido a su hermano del sur, el Min Nan o Min del sur. Se habla en el área de Nanping (南平), una ciudad de Fujian, a unos 130 km de la capital de la provincia.
Los idiomas de China hablados en la provincia costera de Fujian se dividen tradicionalmente en variedades septentrionales (min bei o min norte) y meridionales (min nan o min sur). El chino min es parte de la subfamilia sinítica.
El Shao–Jiang (邵将) es otra variedad de min que a veces se clasifica junto al min bei.
|  | \| \| Min bei \| \| \| \| \| \| Shaojiang min bei \| \| \| \| |
|  |                                                               |
|  | Mindong                                                       |
|  |                                                               |
|  | Minzhong                                                      |
|  |                                                               |
|  | Puxian                                                        |
|  |                                                               |
|  | Min bei                                                       |
|  |                                                               |
|  | Shaojiang min bei                                             |
|  |                                                               |

|  | Min bei           |
|  |                   |
|  | Shaojiang min bei |
|  |                   |

|  | Amoy             |
|  |                  |
|  | Hoklo (taiwanés) |
|  |                  |

|  | Leizhou             |
|  |                     |
|  | Hainanés (Qiongwen) |
|  |                     |

|  | Amoy             |
|  |                  |
|  | Hoklo (taiwanés) |
|  |                  |

|  | Leizhou             |
|  |                     |
|  | Hainanés (Qiongwen) |
|  |                     |

|  | \| \| Min bei \| \| \| \| \| \| Shaojiang min bei \| \| \| \| |
|  |                                                               |
|  | Mindong                                                       |
|  |                                                               |
|  | Minzhong                                                      |
|  |                                                               |
|  | Puxian                                                        |
|  |                                                               |
|  | Min bei                                                       |
|  |                                                               |
|  | Shaojiang min bei                                             |
|  |                                                               |

|  | Min bei           |
|  |                   |
|  | Shaojiang min bei |
|  |                   |

|  | Amoy             |
|  |                  |
|  | Hoklo (taiwanés) |
|  |                  |

|  | Leizhou             |
|  |                     |
|  | Hainanés (Qiongwen) |
|  |                     |

|  | Amoy             |
|  |                  |
|  | Hoklo (taiwanés) |
|  |                  |

|  | Leizhou             |
|  |                     |
|  | Hainanés (Qiongwen) |
|  |                     |